# Leave Me Alone
«Leave Me Alone» (укр. «Дай мені спокій») — восьмий сингл і одинадцята пісня з сьомого альбому Майкла Джексона Bad. Написана у стилі фанк.

## Випуск пісні
Випуск пісні відбувся 13 лютого 1989 року і була випущена лейблом Epic Records.

## Музичне відео
Музичне відео на пісню було зняте режисером Джимом Блешфілдом. Прем'єра музичного відео відбулася 2 січня 1989 року.

## Сюжет пісні
У пісні Майкл Джексон розповідає про розставання хлопця і дівчини, а також пісня має ще одну приховану особливість, коли Майкл Джексон говорить «Leave Me Alone» (з англ. — «Дай мені спокій») він має на увазі щоб від нього відчепилася преса, журналісти, які вже йому набридли.

## Список композицій
| - 12" single / 3" CD 1. «Leave Me Alone» — 4:40 2. «Don't Stop 'Til You Get Enough» — 6:04 3. «Human Nature» — 4:05 - 7" single 1. «Leave Me Alone» — 4:40 2. «Human Nature» — 4:06 - Maxi-CD 1. «Leave Me Alone» — 4:40 2. «Don't Stop 'Til You Get Enough» (single version) — 3:55 3. «Human Nature» — 4:05 4. «Wanna Be Startin' Somethin'» (12" version) — 6:30 | - Visionary CD side: 1. «Leave Me Alone» — 4:40 2. «Another Part of Me» (extended dance mix) — 6:18 - Visionary DVD side: 1. «Leave Me Alone» (music video) — 4:36 |

## Чарти
| Чарт (1989)                                                | Найвища позиція |
| ---------------------------------------------------------- | --------------- |
| Австралія (ARIA)                                           | 37              |
| Австрія (Ö3 Austria Top 75)                                | 15              |
| Бельгія (Ultratop Flanders)                                | 3               |
| Europe (Eurochart Hot 100)                                 | 7               |
| Finland (Suomen virallinen singlelista)                    | 7               |
| Finland Radio (Suomen virallinen radiosoittolista)         | 3               |
| Франція (SNEP)                                             | 17              |
| Greece (IFPI)                                              | 1               |
| Ірландія (IRMA)                                            | 1               |
| Italy (Musica e dischi)                                    | 11              |
| Нідерланди (Dutch Top 40)                                  | 6               |
| Нідерланди (Mega Single Top 100)                           | 5               |
| Нова Зеландія (RIANZ)                                      | 9               |
| Норвегія (VG-lista)                                        | 6               |
| Spain (AFYVE)                                              | 5               |
| Швеція (Sverigetopplistan)                                 | 19              |
| Швейцарія (Media Control AG)                               | 10              |
| Велика Британія (Official Charts Company)                  | 2               |
| Федеративна Республіка Німеччина (Чарти GfK Entertainment) | 16              |

| Чарт (2006)                               | Найвища позиція |
| ----------------------------------------- | --------------- |
| Франція (SNEP)                            | 54              |
| Ірландія (IRMA)                           | 30              |
| Італія (FIMI)                             | 8               |
| Нідерланди (Mega Single Top 100)          | 21              |
| Іспанія (PROMUSICAE)                      | 1               |
| Велика Британія (Official Charts Company) | 15              |

| Чарт (2009)                               | Найвища позиція |
| ----------------------------------------- | --------------- |
| Нідерланди (Mega Single Top 100)          | 100             |
| Велика Британія (Official Charts Company) | 66              |

| Чарт (1989)                    | Позиція |
| ------------------------------ | ------- |
| Belgium (Ultratop 50 Flanders) | 56      |
| Europe (Eurochart Hot 100)     | 68      |
| Netherlands (Single Top 100)   | 71      |
| UK Singles (OCC)               | 44      |

## Сертифікації
| Регіон                                                      | Сертифікація | Продажі |
| ----------------------------------------------------------- | ------------ | ------- |
| Велика Британія (BPI)                                       | Срібний      | 200 000 |
| продажі+прослуховування, що базуються лише на сертифікаціях |              |         |